# Lispe cancellata
Lispe cancellata este o specie de muște din genul Lispe, familia Muscidae, descrisă de Canzoneri și Giuseppe Giovanni Antonio Meneghini în anul 1966.
Este endemică în Turkey. Conform Catalogue of Life specia Lispe cancellata nu are subspecii cunoscute.